# 올림푸스 E-500

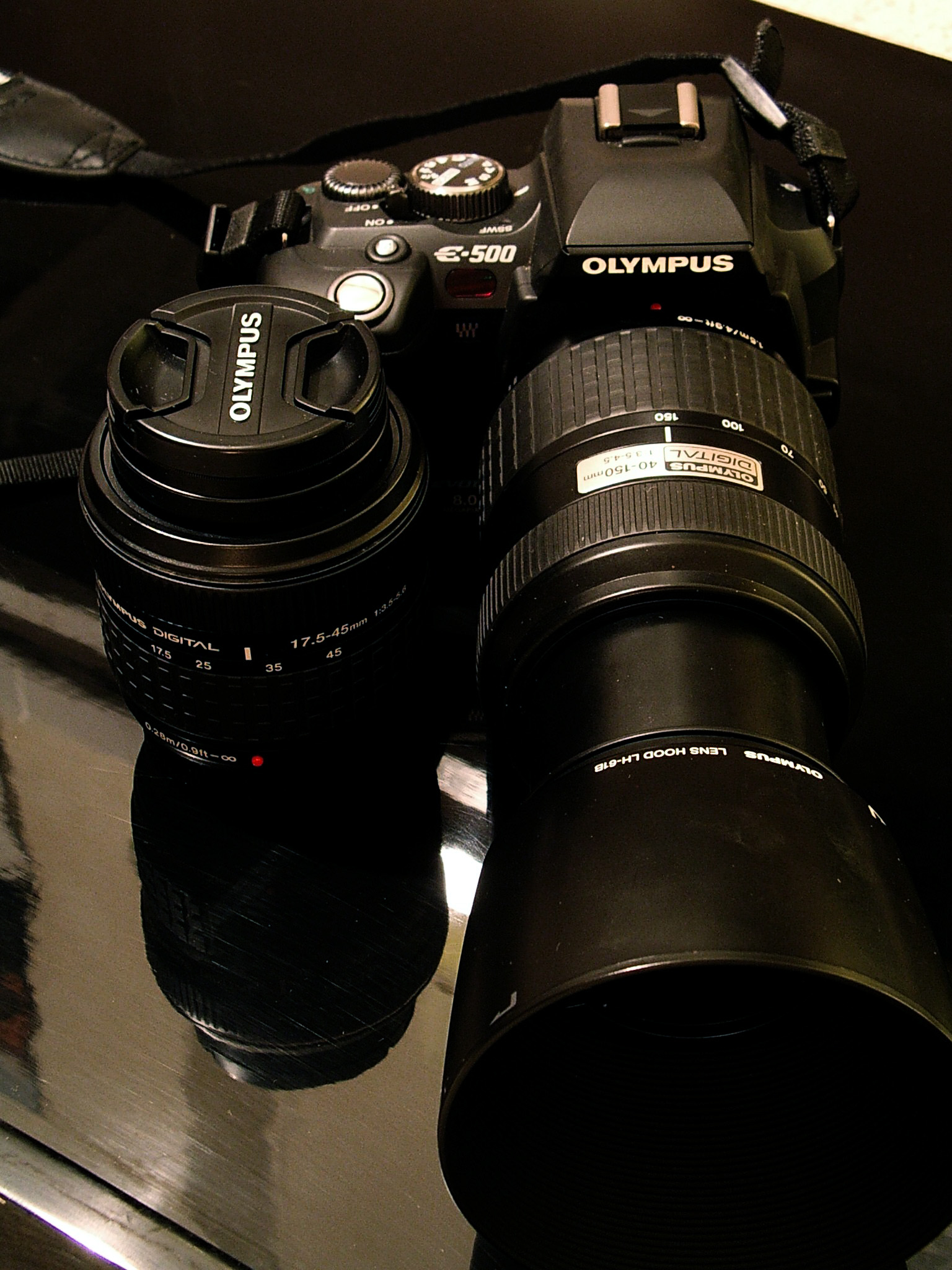
올림푸스 E-500

올림푸스 E-500(Olympus E-500, 북아메리카에서는 올림푸스 이볼트 E-500, Olympus EVOLT E-500)은 8메가픽셀 디지털 일안 반사식 카메라이다. 일본의 올림푸스 사가 제조한다. 포서즈 시스템에 기반한 카메라이다. 2005년 9월 26일 발매되었다. 2004년 발매된 올림푸스 E-300과 마찬가지로, 이 카메라는 풀 프레임 트랜스퍼(full frame transfer) 코닥 KAF-8300CE CCD 이미지 칩을 사용한다.
E-300이나, 그 후속작인 E-330과는 달리, E-500는 전통적인 SLR 모양새를 하고 있다.